# Carlo Schmid (aviatore)
Carlo Schmid (Thalwil, 25 gennaio 1990) è un aviatore svizzero.
È stato nel 2012, all'età di 22 anni, il più giovane pilota ad effettuare un volo in solitario intorno al mondo battendo il precedente record del 2007 detenuto dall'allora ventitreenne statunitense Barrington Irving.
Nel 2014 il suo record è stato battuto dal diciannovenne statunitense Matt Guthmiller.

## L'impresa
Decollato l'11 luglio 2012 ai comandi del suo Cessna 210 registrato HB-RTW dall'aeroporto militare di Dübendorf ha totalizzando 110 ore complessive di volo su un percorso di 80 giorni su una rotta che toccò in successione le seguenti città:
- Dübendorf
- Vienna
- Corfù
- Candia
- Alessandria d'Egitto
- Medina
- Riad
- Mascate
- Karachi
- Ahmedabad
- Nagpur
- Calcutta
- Chiang Mai
- Udon Thani
- Nha Trang
- Subic
- Laoag
- Taipei
- Nagasaki
- Ōsaka
- Sapporo
- Južno-Sachalinsk

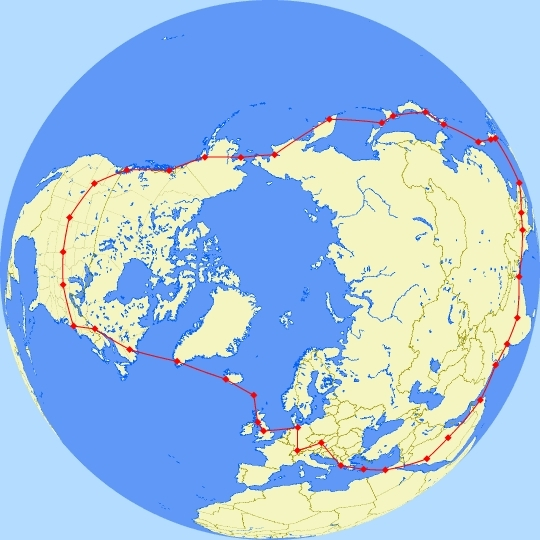
Rotta del 2012.

- Petropavlovsk-Kamčatskij
- Anadyr'
- Nome
- Anchorage
- Juneau
- Comox
- Boise
- Denver
- Saint Joseph
- Indianapolis
- Teterboro
- Québec
- CFB Goose Bay
- Narsarsuaq
- Reykjavík
- Vágar
- Prestwick
- Manchester
- Amburgo
- Dübendorf

All'atterraggio a Dübendorf, il velivolo è stato scortato dalla pattuglia acrobatica militare PC-7 Team delle Forze aeree svizzere.
Con il tour mondiale abbinata ad un'iniziativa umanitaria Schmid riesce a raccogliere una somma di 50.000 franchi a favore del UNICEF.